# Wasserstraßendirektion Österreich
Die Wasserstraßendirektion, kurz WSD, vormals Bundesstrombauamt, war eine Behörde in Österreich.
Das Bundesstrombauamt wurde per 1. Januar 1928 gegründet, nachdem die Donauregulierungskommission nach fast 60-jährigem Bestehen ihren Betrieb einstellte, und vom Bund übernommen wurde.
Zu ihren Aufgaben gehörten Verwaltung, Regulierung, Instandhaltung und Mitwirkung am Ausbau von Donau (einschließlich Wiener Donaukanal), Enns und Traun in den Mündungsbereichen, March und Thaya (bis Bernhardsthal). Für Teilaufgaben waren der Wasserstraßendirektion drei Wasserstraßenverwaltungen (West: Aschach an der Donau; Mitte: Krems; Ost: Bad Deutsch-Altenburg) unterstellt. Die Wasserstraßendirektion nahm auch die Geschäftsführung der  Donau-Hochwasserschutz-Konkurrenz (DHK) für vorbeugende und abwehrende Maßnahmen zur unschädlichen Hochwasserabfuhr wahr.
Die WSD wurde mit 1. Jänner 2005 zur via donau – Österreichische Wasserstraßen-Gesellschaft mbH umstrukturiert, da die Betreuung der Donau-Nebenflüsse in Bezug auf Schiffbarkeit weitgehend hinfällig geworden ist.